# Patrick Salas
Pour les articles homonymes, voir Salas.
Pas d'image ? Cliquez ici

a Compétitions nationales et continentales officielles uniquement.

b Matchs officiels uniquement.
Patrick Salas, né le 3 mars 1954 à Narbonne et mort le 9 janvier 2017 à Gruissan, est un joueur de rugby à XV, qui a joué avec l'équipe de France et le RC Narbonne au poste de deuxième ligne (pilier et no 8 aussi avec le XV de France) (1,87 m pour 108 kg).

## Carrière de joueur

### En club
- RC Narbonne

### En équipe nationale
Patrick Salas a disputé son premier test match le 7 juillet 1979 contre l'équipe de Nouvelle-Zélande et le dernier contre l'équipe d'Argentine, le 20 novembre 1982.

## Palmarès

### En club
- Championnat de France de première division :
  - Champion (1) : 1979
- Challenge Yves du Manoir : 
  - Vainqueur (3) : 1978, 1979 et 1984
  - Finaliste (1) : 1982

### En équipe nationale
- Sélections en équipe nationale : 7
- Sélections par année : 3 en 1979, 2 en 1980, 1 en 1981 et 1 en 1982
- Tournoi des cinq/six nations disputé : 1980